# Leftfield
Leftfield är en duo med electronicaartisterna och skivproducenterna, Paul Daley (känd från The Rivals, A Man Called Adam och Brand New Heavies) och Neil Barnes, bildad 1989 i London, England. Namnet Leftfield var från början kort och gott använt av Neil Barnes inför den första singeln "Not Forgotten" men efter detta, blev Paul Daley involverad i första hand att remixa låtar och sen i skapandet av kommande musik. Duon blev pionjärer inom området intelligent dansmusik och progressiv house, bland de första att föra samman house med dub och reggae. De blev dessutom bland de första elektroniska musiker att blanda in livegästsångare, tillsammans med The Chemical Brothers och Underworld. Slutligen har duon varit inflytelserik i den elektroniska genren i sin helhet, med
The Crystal Methods Scott Kirklands hänvisning till dem år 2005 som "Det bästa elektroniska bandet, punkt!" Sommaren 2010 spelade Leftfield, utan Daley, på ett antal festivaler. En serie spelningar i Storbritannien är planerade under november och december 2010.

## Skivsläpp
Leftfield är mest känt för den vanliga publiken i Storbritannien genom låten "Phat Planet", vilken var ledmotivet till "Surfers" TV reklamen för Guinness, rankad nummer ett på Channel 4s Top 100 Reklamlista år 2000. "Phat Planet" var en låt som var med i TV-serien Beast Machines och rallysimulatorspelet F1 2000 från EA Sports. Som tillägg användes låten "Release the Pressure" i reklamfilmer för mobiltelefonoperatören O2 vid dess uppstart och "A Final Hit" fanns med i filmen Trainspotting soundtrack. En serie med singlar och två hyllade album släpptes innan splittringen 2002 för att satsa på egna solokarriärer.

### Leftism
Deras första större framfång blev "Open Up", ett samarbete med John Lydon; snart följt av deras debutalbum, Leftism 1995. På albumet blandandes dub, breakbeat, och techno särskilt kallad "UK-dub". Det togs med på slutlistan för 1995 Mercury Music Prize men förlorade mot Portisheads Dummy. 1998, i en Q magazineomröstning, röstade läsarna fram det som det åttonde bästa albumet någonsin, medan det år 2000 hamnade på plats 34 i listan över de 100 bästa brittiska albumen någonsin i samma tidning. Albumet släpptes på nytt 2000 med en ommixad bonusskiva.

### Rhythm and Stealth
Deras andra och sista album, Rhythm and Stealth (1999), behöll en liknande stil men med ett hårdare, dystrare technoljud och med inslag från vissa artister, till exempel Roots Manuva, Afrika Bambaataa, och MC Cheshire Cat från Birmingham.  Albumet togs med på slutlistan för Mercury Music Prize år 2000 men förlorade mot Badly Drawn Boys The Hour of Bewilderbeast.  Det nådde #1 på UK Album Chart. Albumet innehöll även låten "Phat Planet" som ett inslag för Guinness' 1999 reklam Surfer , men låten blev aldrig släppt som singel.

## Liveframträdanden

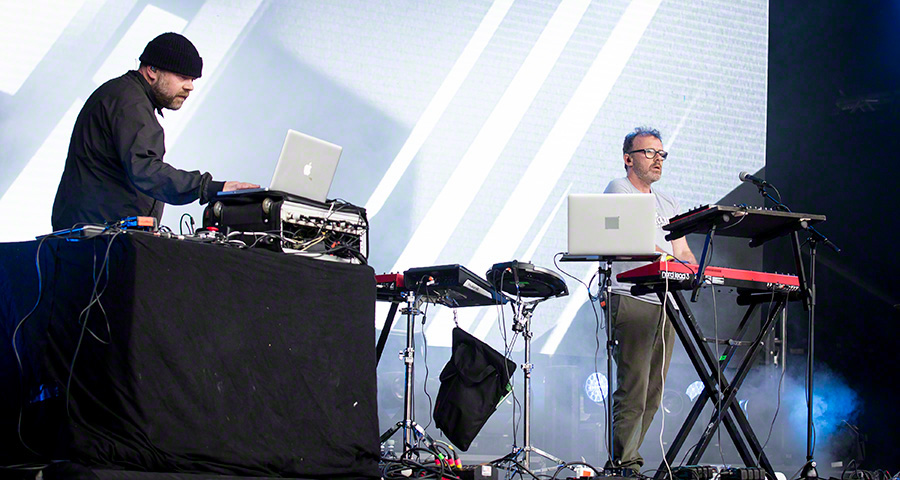
Leftfield under Quartfestivalen i Norge 2016.

Vid det allra första Leftfield-framträdandet, i Amsterdam, var ljudteknikern nära att bli arresterad av den nederländska polisen p.g.a. att ljudanläggningen nådde otillåtna ljudnivåer. Vid den nästkommande konserten, i Belgien, fick trettio personer pengarna tillbaka efter att ha klagat på att ljudvolymen var för hög, vilket orsakade löpsedelsrubriker: "Leftfield för högljudda". I juni 1996, medan gruppen spelade på Brixton Academy, orsakade ljudanläggningen att damm och gips föll ned från taket.; Påföljden blev att gruppen blev förbjuden för alltid att återvända till konsertanläggningar. Bandet ansåg att förbudet riktades mot ljudanläggningen, inte mot dem själva vilket bekräftades när Leftfield spelade i Brixton den 20 maj 2000.

## Skivsläpp

### Studioalbum
- Leftism (30 januari 1995)
- Rhythm and Stealth (20 september 1999)
- Stealth Remixes (29 maj 2000)
- Alternative Light Source (8 juni) (2015)

### Livealbum
- Tourism (13 mars 2012)

### Samlingsalbum
- Backlog (1992)
- A Final Hit - The Greatest Hits (3 oktober 2005)

### Singlar
- "Not Forgotten" (1991)
- "More Than I Know" (1991)
- "Release The Pressure" (med Earl Sixteen) (1992)
- Från Leftism
  - "Song Of Life" (6 december 1992) #59 UK
  - "Open Up" (med John Lydon) (7 november 1993) #13 UK
  - "Original" (med Toni Halliday) (19 mars 1995) #18 UK
  - "Afro-Left" (med Djum Djum) (30 juli 1995) #22 UK
  - "Release The Pressure" (med Earl Sixteen & Cheshire Cat med Ad-Libs av Papa Dee) (14 januari 1996) #13 UK
- Från Rhythm and Stealth
  - "Afrika Shox" (med Afrika Bambaataa) (12 september 1999) #7
  - "Dusted feat. Roots Manuva" (5 december 1999) #28
  - "Swords" (med Nicole Willis) (5 juni 2000)

### Ledmotiv
- Från Dödsleken soundtrack

"Shallow Grave" (med Christopher Eccleston)
"Release The Dubs"
- Från Hackers soundtrack:

"Open up" (med John Lydon)
- Från Trainspotting soundtrack

"A Final Hit"
- Från Trainspotting #2 soundtrack

"A Final Hit" (Full Length Version)
- Från Go soundtrack

"Swords" (med Nicole Willis) (Original Version)
- Från The Beach's soundtrack

"Snakeblood"
- Från Vanilla Sky soundtrack

"Afrika Shox"
- Från Beast Machines

"Phat Planet"
- Från Lara Croft: Tomb Raider

"Song of Life" (Fanfare of life)
Notering
Låten "Open Up" tillsammans med John Lydon blev bannlyst av amerikanska radiostationer. När singel släpptes under sent 1993 rasade svåra skogsbränder i delstaten Kalifornien och strofen "Burn Hollywood burn, taking down Tinseltown Burn Hollywood burn, burn down to the ground Burn Hollywood burn, burn holywood burn Take down Tinseltown, burn down to the ground. Down, into the ground. Burn, burn, burn burn..." fick flertalet amerikanska radiostationer att se rött och singeln blev bannlyst.